# Nové Strašecí
Nové Strašecí är en stad i Tjeckien.   Den ligger i regionen Mellersta Böhmen, i den centrala delen av landet, 40 km väster om huvudstaden Prag. Nové Strašecí ligger 481 meter över havet och antalet invånare är 5 082.
Terrängen runt Nové Strašecí är huvudsakligen platt. Nové Strašecí ligger uppe på en höjd.Runt Nové Strašecí är det tätbefolkat, med 286 invånare per kvadratkilometer. Närmaste större samhälle är Kladno, 14,4 km öster om Nové Strašecí. Trakten runt Nové Strašecí består till största delen av jordbruksmark.